# Кафар-заде Султан Асадулла огли
Султан Асадулла огли Кафар-заде (1908, місто Баку, тепер Азербайджан — 1955?, місто Баку, тепер Азербайджан) — азербайджанський радянський діяч, секретар ЦК КП(б) Азербайджану, 1-й секретар Кіровабадського міського комітету КП(б) Азербайджану, голова Верховної ради Азербайджанської РСР. Депутат Верховної ради Азербайджанської РСР. Депутат Верховної ради СРСР 2—3-го скликань.

## Життєпис
Трудову діяльність розпочав із дванадцятирічного віку. Був на піонерській роботі, одночасно навчався на робітничому факультеті в Баку.
У 1925—1931 роках — на керівній комсомольській роботі: секретар Бакинського, Шамахинського, Губинського районних комітетів ЛКСМ Азербайджану, секретар Дагестанського крайового комітету ВЛКСМ.
Член ВКП(б) з 1927 року.
У 1931—1933 роках — слухач підготовчого відділення інституту марксизму-ленінізму.
З 1933 року — начальник політвідділу Загатальської машинно-тракторної станції (МТС), 1-й секретар Загатальського районного комітету КП(б) Азербайджану, 1-й секретар Кахського районного комітету КП(б) Азербайджану, 1-й секретар Карягінського районного комітету КП(б) Азербайджану, 1-й секретар Кюрдамирського районного комітету КП(б) Азербайджану, 1-й секретар Хачмазського районного комітету КП(б) Азербайджану, на відповідальних посадах у ЦК КП(б) Азербайджану.
5 січня 1939 — 2 грудня 1940 року — 1-й секретар Жовтневого районного комітету КП(б) Азербайджану міста Баку; 3-й секретар Бакинського міського комітету КП(б) Азербайджану.
4 грудня 1940 — 27 березня 1941 року — 1-й секретар Кіровабадського міського комітету КП(б) Азербайджану.
4 квітня 1941 — 5 червня 1946 року — секретар ЦК КП(б) Азербайджану із кадрів.
Одночасно, 6 березня 1944 — 22 березня 1947 року — голова Верховної ради Азербайджанської РСР.
У квітні 1948 — 21 грудня 1951 року — 3-й секретар ЦК КП(б) Азербайджану.
Подальша доля невідома.

## Нагороди
- орден Леніна (27.04.1940)
- два ордени Трудового Червоного Прапора (1946,)
- медаль «За оборону Кавказу» (1944)
- медаль «За доблесну працю у Великій Вітчизняній війні 1941—1945 рр.» (1945)
- медалі